# تفشي المرض الخارق عام 1974
كان تفشي الأعاصير الهائل عام 1974 أحد أشد تفشيات الأعاصير كثافة على الإطلاق، حيث حدث في الفترة من 3 إلى 4 أبريل 1974 في معظم أنحاء الولايات المتحدة. كان هذا أحد أعنف موجات الأعاصير في تاريخ الولايات المتحدة. وكان أيضًا أعنف اندلاع للأعاصير التي سجلت على الإطلاق، حيث تم تأكيد وقوع 30 إعصارًا عنيفًا (بتصنيف F4 أو F5). من شهر أبريل 3-4، تم تأكيد وقوع 148 إعصارًا في 13 ولاية أمريكية ومقاطعة أونتاريو الكندية . في الولايات المتحدة، ضربت الأعاصير ولايات إلينوي، وإنديانا، وميشيغان، وأوهايو، وكنتاكي، وتينيسي، وألاباما، وميسيسيبي، وجورجيا، وكارولينا الشمالية، وفيرجينيا، وغرب فيرجينيا، ونيويورك. تسبب تفشي المرض في خسائر تقدر بنحو 600 مليون دولار مليون دولار أمريكي (ما يعادل 3.15 مليار دولار أمريكي) في 2020 ) من الأضرار. أدى تفشي المرض إلى أضرار جسيمة لحوالي 900 ميل2 (2,331 كـم2) على طول مسار إجمالي يبلغ 2,600 ميل (4,184 كـم) .   في مرحلة ما، كان هناك ما يصل إلى 15 إعصارًا منفصلًا يحدث في وقت واحد.  

كان تفشي الأعاصير الهائل عام 1974 هو أول تفشي للأعاصير في التاريخ المسجل ينتج أكثر من 100 إعصار في أقل من 24 ساعة، وهو إنجاز لم يتكرر عالميًا حتى تفشي الأعاصير في المملكة المتحدة عام 1981  وفي الولايات المتحدة حتى تفشي الأعاصير الهائل عام 2011 ، وهو أكبر تفشي مسجل من حيث عدد الأعاصير في فترة 24 ساعة.في عام 2023، أنشأ خبير الأعاصير توماس ب. جرازوليس درجة شدة تفشي الأعاصير (OIS) كطريقة لتصنيف تفشي الأعاصير المختلفة.حصل تفشي الإعصار الفائق عام 1974 على درجة OIS بلغت 578، مما يجعله أشد تفشي للإعصار في التاريخ المسجل.

## ملخص الأرصاد الجوية
| الولاية/المقاطعة      | الوفيات |
| --------------------- | ------- |
| ألاباما               | 77      |
| جورجيا                | 16      |
| إلينوي                | 5       |
| إنديانا               | 47      |
| كنتاكي                | 71      |
| ميشيغان               | 2       |
| كارولينا الشمالية     | 6       |
| أوهايو                | 38      |
| أونتاريو              | 9       |
| تينيسي                | 45      |
| فرجينيا               | 1       |
| ولاية فرجينيا الغربية | 1       |
| المجموع               | 319     |

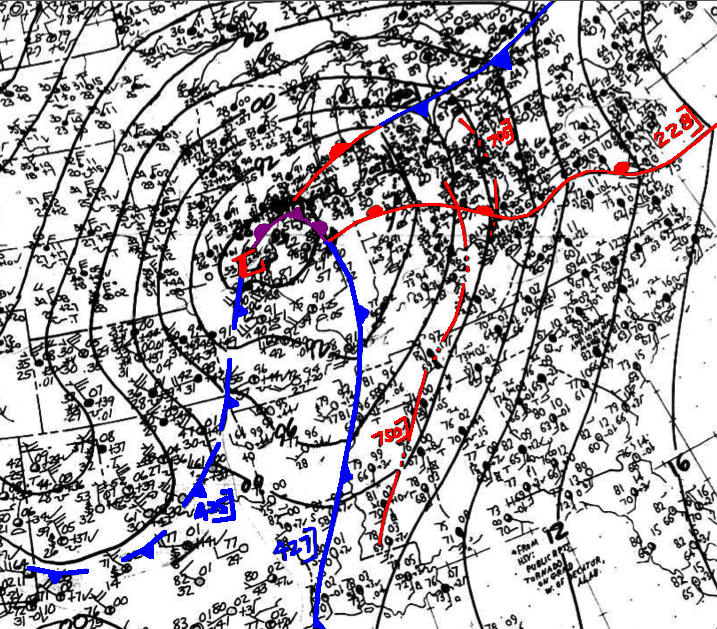
تحليل السطح في الساعة 6 مساءً بتوقيت الولايات المتحدة يوم 3 أبريل، كما رسمه المركز الوطني للأرصاد الجوية

تشكل نظام ضغط منخفض في الربيع عبر السهول الداخلية لأمريكا الشمالية في الأول من أبريل. أثناء التحرك نحو مناطق وادي المسيسيبي وأوهايو، أدت موجة كثيفة من الهواء الرطب إلى تكثيف العاصفة بشكل أكبر، كانت هناك تباينات حادة في درجات الحرارة بين جانبي النظام.وكان المسؤولون في الإدارة الوطنية للمحيطات والغلاف الجوي ومكاتب التنبؤ التابعة للخدمة الوطنية للأرصاد الجوية يتوقعون اندلاع طقس قاس في 3 أبريل، ولكن ليس بالقدر الذي حدث في النهاية. ضربت عدة أعاصير من الفئة F2 وF3 أجزاء من وادي أوهايو والجنوب في اندلاع منفصل سابق في الأول والثاني من أبريل، والذي تضمن ثلاثة أعاصير قاتلة في كنتاكي وألاباما وتينيسي. كانت بلدة كامببيلسبيرج، الواقعة شمال شرق لويزفيل، من أكثر المناطق تضررًا في هذا التفشي السابق، حيث دمر إعصار من الفئة F3 جزءًا كبيرًا من البلدة. الأرصاد الجوية عن إعصار إضافي في ولاية إنديانا في الساعات الأولى من صباح يوم 3 أبريل، قبل عدة ساعات من بدء تفشي المرض رسميًا. في يوم الأربعاء 3 أبريل، صدرت بالفعل تحذيرات من الطقس القاسي اعتبارًا من الصباح من جنوب البحيرات العظمى ، بينما تم الإبلاغ عن تساقط الثلوج في أجزاء من الغرب الأوسط العلوي، مع هطول أمطار غزيرة في وسط ميشيغان ومعظم أونتاريو.

### 3 أبريل

#### الإعداد الصباحي والحمل الحراري

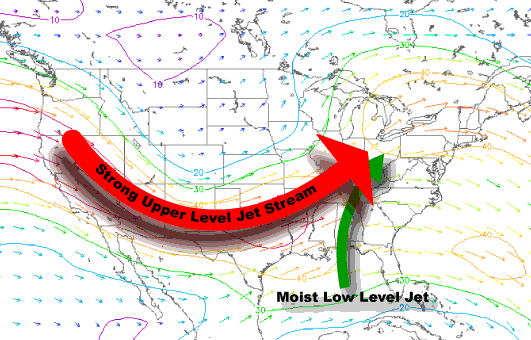
الرياح على المستوى العلوي أثناء تفشي المرض

بحلول الساعة 12:00 بالتوقيت العالمي المصادف في يوم 3 أبريل، امتد حوض واسع النطاق فوق معظم الولايات المتحدة المتجاورة، مع وجود العديد من الموجات القصيرة المتواضعة تدور حول القاعدة العريضة للحوض.استمر مركز الضغط المنخفض في خطوط العرض المتوسطة فوق كانساس في التعمق إلى 980 مـم.بار (28.94 inHg) ، وزادت سرعة الرياح عند مستوى 850 مليبار إلى 50 عقدة (58 ميل/س) ( 25.7 م/ث (93 كم/س) ) على أجزاء من لويزيانا وميسيسيبي وألاباما.ونتيجة للحمل الحراري الكبير للرطوبة، استمر عدم الاستقرار بسرعة كبيرة؛ حيث تبددت الجبهة الدافئة بالقرب من ساحل الخليج ثم تطورت مرة أخرى باتجاه الشمال فوق وادي نهر أوهايو .ونتيجة لذلك، ارتفعت مستويات CAPE في المنطقة إلى 1000 جول/كجم .ومع ذلك، فإن سحابة من درجات الحرارة الدافئة في الطبقة المختلطة المرتفعة حالت دون تشكل العواصف الرعدية على السطح. وفي الوقت نفسه، استمر نظام الحمل الحراري المتوسط الكبير (MCS) الذي تطور بين عشية وضحاها في أركنساس في التعزيز بسبب معدلات الانحدار البيئي القوية.وفي وقت لاحق من اليوم، تسببت درجات الحرارة المرتفعة خلال النهار في ارتفاع حالة عدم الاستقرار بشكل أكبر.بحلول الساعة 18:00 بالتوقيت العالمي المنسق، كانت قيم CAPE تتجاوز 2500 جول/كجم موجودة فوق الجزء السفلي من نهر أوهايو ووادي المسيسيبي .مع زيادة سرعة الرياح في طبقة التروبوسفير، امتدت عمليات الرفع واسعة النطاق إلى القطاع الدافئ.في الوقت نفسه، انتشر نظام الحمل الحراري المنتشر للأمام في وديان تينيسي وأوهايو، حيث تطور إلى أول ثلاثة نطاقات حمل حراري رئيسية أنتجت الأعاصير. تحرك هذا النطاق الحملي الأول بسرعة نحو الشمال الشرقي، ووصل في بعض الأحيان إلى سرعات تبلغ حوالي 60 عقدة (69 ميل/س) في الساعة. ( 30.9 م/ث (111 كم/س) ). ومع ذلك، ظل نشاط العواصف الرعدية، في الوقت الحالي، مرتفعًا في طبيعته في الغالب.

#### السحب العملاقة بعد الظهر
بحلول الساعة 16:30 بالتوقيت العالمي المنسق، بدأ MCS الكبير في الانقسام إلى قسمين: الجزء الجنوبي تباطأ، متأخرًا إلى جنوب شرق تينيسي، بينما تسارع الجزء الشمالي، ووصل إلى بنسلفانيا بحلول الساعة 19:30 بالتوقيت العالمي المنسق.وكان الانقسام مرتبطًا بعدة عوامل، بما في ذلك شريط من الهبوط فوق شرق كنتاكي وغرب فرجينيا الغربية؛ والرياح المحلية المنحدرة فوق جبال الأبلاش؛ والانعكاس فوق نفس المنطقة.سمحت هذه العوامل للجزء الشمالي من MCS بالتسارع بسبب التوصيل الفعال، بينما تباطأ الجزء الجنوبي مع ارتفاع درجة حرارة الطبقة الحدودية وترطيبها. بدأت العديد من الخلايا العملاقة السطحية في التطور في المنطقة الجنوبية، بدءًا من واحدة أنتجت إعصارًا من الدرجة F3 في حوالي الساعة 16:30 بالتوقيت العالمي المنسق بالقرب من كليفلاند، تينيسي . وفي الوقت نفسه، تطورت مجموعة جديدة من العواصف الرعدية المتفرقة في الساعة 15:00 بتوقيت UTC فوق شرق أركنساس وميسوري؛ وعلى مدى الساعات الأربع التالية، أصبحت هذه المجموعة محورًا للعديد من الخلايا العملاقة الشديدة، بدءًا من شرق إلينوي وجنوب إنديانا. في أعقاب MCS، حدثت رياح داعمة منخفضة المستوى، وعدم استقرار يومي سريع، وربما حمل حراري بارد متوسط المستوى فوق القطاع الدافئ، مما أدى إلى إضعاف طبقة التثبيط الحملي (CINH)، وعززت أنماط الرياح المواتية الحركة الحلزونية إلى أكثر من 230 م 2 / ثانية² - وهي مجموعة من العوامل المؤدية إلى تكون الأعاصير . ونتيجة لذلك، ازدادت العواصف شدة وتغطية مع انتقالها إلى إلينوي وإنديانا وشمال كنتاكي، مما أدى إلى ظهور العديد من الأعاصير، بما في ذلك أول إعصار من الفئة F5 في ذلك اليوم، في الساعة 19:20 بالتوقيت العالمي المنسق، بالقرب من ديباو، إنديانا . أصبحت العديد من العواصف التي تشكلت بين الساعة 19:20 و20:20 بالتوقيت العالمي المنسق خلايا عملاقة كبيرة وطويلة الأمد، مما أدى إلى إنتاج العديد من الأعاصير القوية أو العنيفة،  بما في ذلك ثلاث أعاصير من الفئة F5 في ديباو؛ زينيا، أوهايو ؛ وبراندنبورغ، كنتاكي .شكلت هذه العواصف النطاق الثاني من ثلاثة نطاقات الحمل الحراري لتوليد الأعاصير.
وبينما زاد نشاط الأعاصير العنيفة فوق القطاع الدافئ، تطور نطاق ثالث من الحمل الحراري في حوالي الساعة 16:00 بالتوقيت العالمي المنسق وامتد من قرب سانت لويس إلى غرب وسط إلينوي.استنادًا إلى صور الأقمار الصناعية في الوقت الفعلي وبيانات النموذج، تزامن الحمل الحراري التفاضلي الإيجابي مع منطقة الخروج اليسرى لخط نفاث عالي المستوى وصلت سرعات الرياح فيه إلى 130 عقدة (150 ميل/س) ( 66.9 م/ث (241 كم/س) )، مما يؤدي إلى تعزيز نمو العواصف الرعدية. ازدادت العواصف بسرعة في الارتفاع والمدى، مما أدى إلى إنتاج حبات برد بحجم كرة البيسبول بحلول الساعة 17:20 بالتوقيت العالمي المنسق في إلينوي، وبعد ذلك بوقت قصير، في سانت لويس بولاية ميسوري ، والتي أبلغت عن عاصفة رعدية شديدة للغاية في وقت مبكر من بعد الظهر، وعلى الرغم من أنها لم تنتج إعصارًا، إلا أنها كانت العاصفة الأكثر تكلفة التي ضربت المدينة حتى ذلك الوقت. بحلول الساعة 19:50 بالتوقيت العالمي المنسق، ضربت الأعاصير العملاقة التي تنتج أعاصير F3 منطقتي ديكاتور ونورمال في إلينوي.ومع تحرك العواصف الرعدية نحو كتلة الهواء الأكثر دفئًا ورطوبة فوق شرق إلينوي وإنديانا، فقد أنتجت أعاصير أطول عمرًا - بدأ أحدها بالقرب من أوتيربين وانتهى بالقرب من فالنتاين في إنديانا، على مسافة 121 ميل (195 كـم) .

#### استمرار النشاط
وفي الوقت نفسه، بحلول الساعة 00:00 بتوقيت UTC، أصبح من غير الممكن التمييز بين النصف الجنوبي من النطاق الحملي الأول والحمل الحراري الجديد الذي تشكل أبعد إلى الجنوب فوق ألاباما وتينيسي فيما يتصل بالنطاق الحملي الثاني.في هذه المنطقة، سمح القص المتزايد للرياح الغربية والجنوبية الغربية على جميع مستويات طبقة التروبوسفير، المتجاورة فوق حدود التدفق الخارجي المتوازية تقريبًا، للخلايا العملاقة المتعاقبة، والتي تنتج جميعها أعاصير قوية وطويلة المسار، بالتطور دون قيود من تدفقها الخارجي في منطقة واسعة من شرق المسيسيبي إلى جنوب تينيسي . وقد أنتجت هذه العواصف، التي تشكلت بعد الساعة 23:00 بالتوقيت العالمي المنسق، بعضًا من أقوى الأعاصير التي اندلعت، بما في ذلك إعصار كبير وطويل المدى من الفئة F4 ضرب الأجزاء الغربية والوسطى من ألاباما ، حيث استمر لمسافة تزيد قليلاً عن 110 ميل (180 كـم) ، واثنان من الأعاصير من الفئة F5 ضربا مدينة تانر ، مما تسبب في وفيات واسعة النطاق، وإعصار قوي للغاية من الفئة F5 دمر مدينة جوين في ألاباما، والعديد من الأعاصير العنيفة القاتلة التي أثرت على تينيسي وتسببت في وفيات.

### 4 أبريل
لم تتأثر ولاية ميشيغان بنفس القدر الذي تأثرت به الولايات المجاورة أو وندسور، على الرغم من أن إعصارًا مميتًا ضرب المنطقة القريبة من كولدووتر وهيلسديل ، مما أسفر عن مقتل أشخاص في منازل متنقلة؛ ومع ذلك، تسببت الأمطار الغزيرة الرعدية في حدوث فيضانات مفاجئة، وتم الإبلاغ عن تساقط ثلوج كثيفة شمال الجبهة الدافئة في شبه الجزيرة العليا .انتقل النشاط في الجنوب نحو جبال الأبلاش خلال ساعات الليل مما أدى إلى ظهور الأعاصير النهائية في الجنوب الشرقي خلال صباح يوم 4 أبريل. توصلت سلسلة من الدراسات التي أجراها الدكتور تيتسويا ت. فوجيتا في عامي 1974 و1975 - والتي تم الاستشهاد بها لاحقًا في استطلاع أجرته شركة Risk Management Solutions في عام 2004 - إلى أن ثلاثة أرباع جميع الأعاصير في تفشي المرض الهائل عام 1974 تم إنتاجها بواسطة 30 " عائلة " من الأعاصير - أعاصير متعددة تم إنتاجها على التوالي بواسطة خلية عاصفة رعدية واحدة. كانت أغلب هذه العواصف عبارة عن خلايا عاصفة فردية طويلة العمر وطويلة التتبع.

## العواقب

### راحة فورية
في شهر أبريل 5. أعلن حاكم ولاية جورجيا جيمي كارتر 13 مقاطعة كمناطق كوارث وقدم طلبًا إلى الرئيس نيكسون للحصول على مساعدات فيدرالية، مشيرًا إلى الأضرار التي تجاوزت 15.5 مليون دولار. مليون. افتتحت مراكز خدمة في اثنين من مستودعات الحرس الوطني، أحدهما في دالتون والآخر في كالهون، بالإضافة إلى كنيسة في داوسونفيل. وقد وفر الحرس الوطني مركبات ذات دفع رباعي لجهود البحث والإنقاذ.
أعلن حاكم ولاية فرجينيا الغربية مور عن 14 مقاطعة كمناطق كوارث بحلول أبريل 5 وطلب المساعدة من الحرس الوطني. وافق الرئيس نيكسون على المساعدات الفيدرالية لمقاطعات فاييت وجرينبراير ورالي ووايومنغ في أبريل 11. بلغ إجمالي الأضرار الناجمة عن الأعاصير والعواصف الرعدية في الولاية 3,655,000 دولار، وأكثر من نصف هذا المبلغ تكبدته مقاطعة رالي. قدمت إدارة الطرق السريعة في ولاية فرجينيا الغربية شاحنتين للمياه. قدم الصليب الأحمر المحلي 3000 دولار للضحايا في مقاطعة فاييت وساعد السكان في الحصول على الإمدادات والتعامل مع الفواتير الطبية. أدى سفر السائحين لإلقاء نظرة على الأضرار إلى انسداد الطرق. أشارت إدارة المساعدة الفيدرالية في حالات الكوارث (FEMA لاحقًا) إلى أنه سيتم استخدام المقطورات التي تم تجديدها بعد فيضان بوفالو كريك عام 1972 لإيواء النازحين.

### استجابة الكونجرس
في أبريل 10، كان هناك تصويتاً عاجلاً على قانون الإغاثة من الكوارث لعام 1974 تمت المرافقة بالإجماع في مجلس الشيوخ الأمريكي استجابة مباشرة لحجم الأضرار الناجمة عن اندلاع الإعصار. وكان الهدف الأساسي من هذا القانون هو إصلاح كيفية التعامل مع الكوارث على المستوى الفيدرالي وتسهيل الحصول على المساعدات الفيدرالية. ومن الجدير بالذكر أن هذا من شأنه أن يدفع إلى إنشاء وكالة لتنسيق الكوارث.